# Pelexia laxa
Pelexia laxa là một loài thực vật có hoa trong họ Lan. Loài này được (Poepp. & Endl.) Lindl. mô tả khoa học đầu tiên năm 1840.

## Hình ảnh

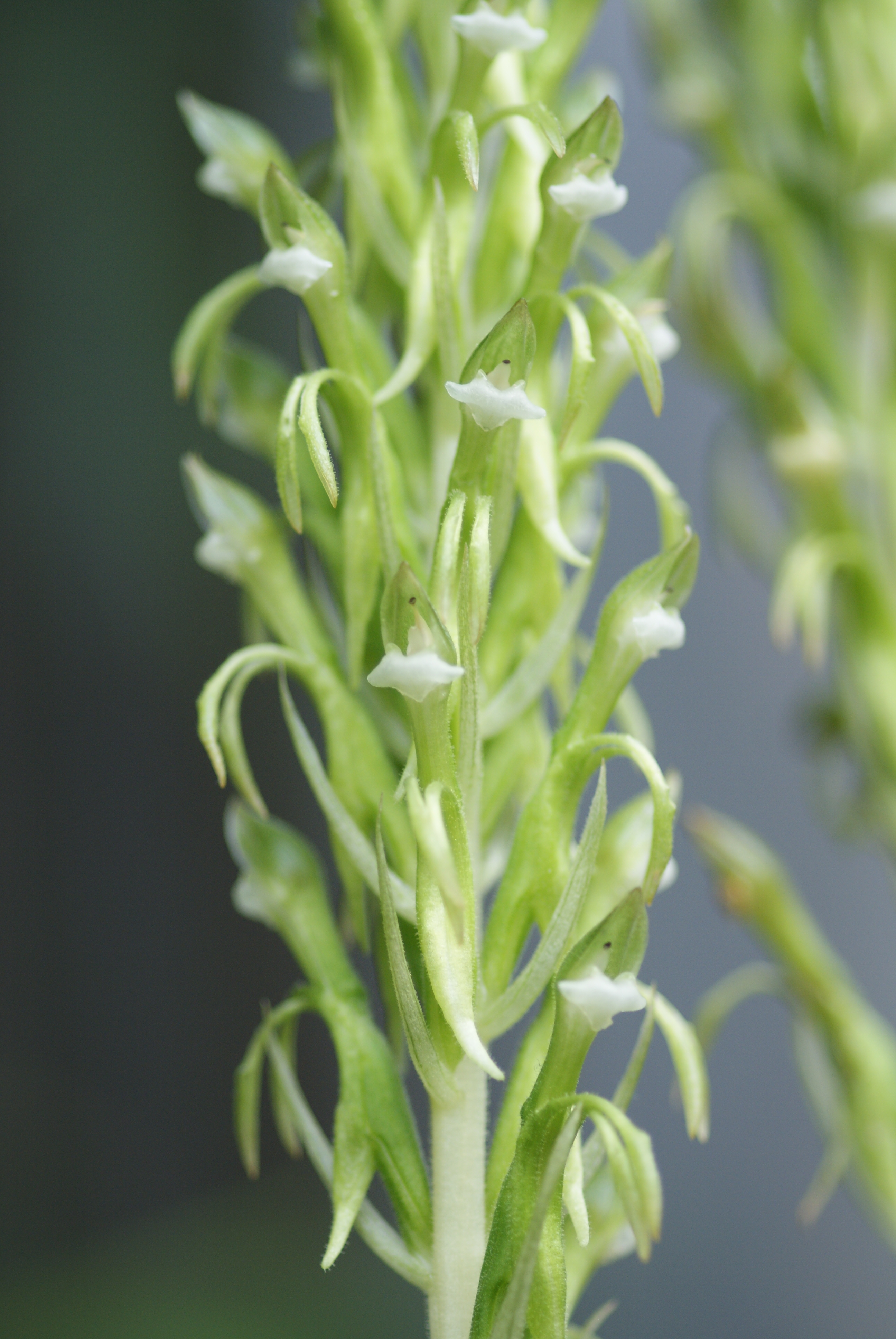